# Bundesautobahn 103

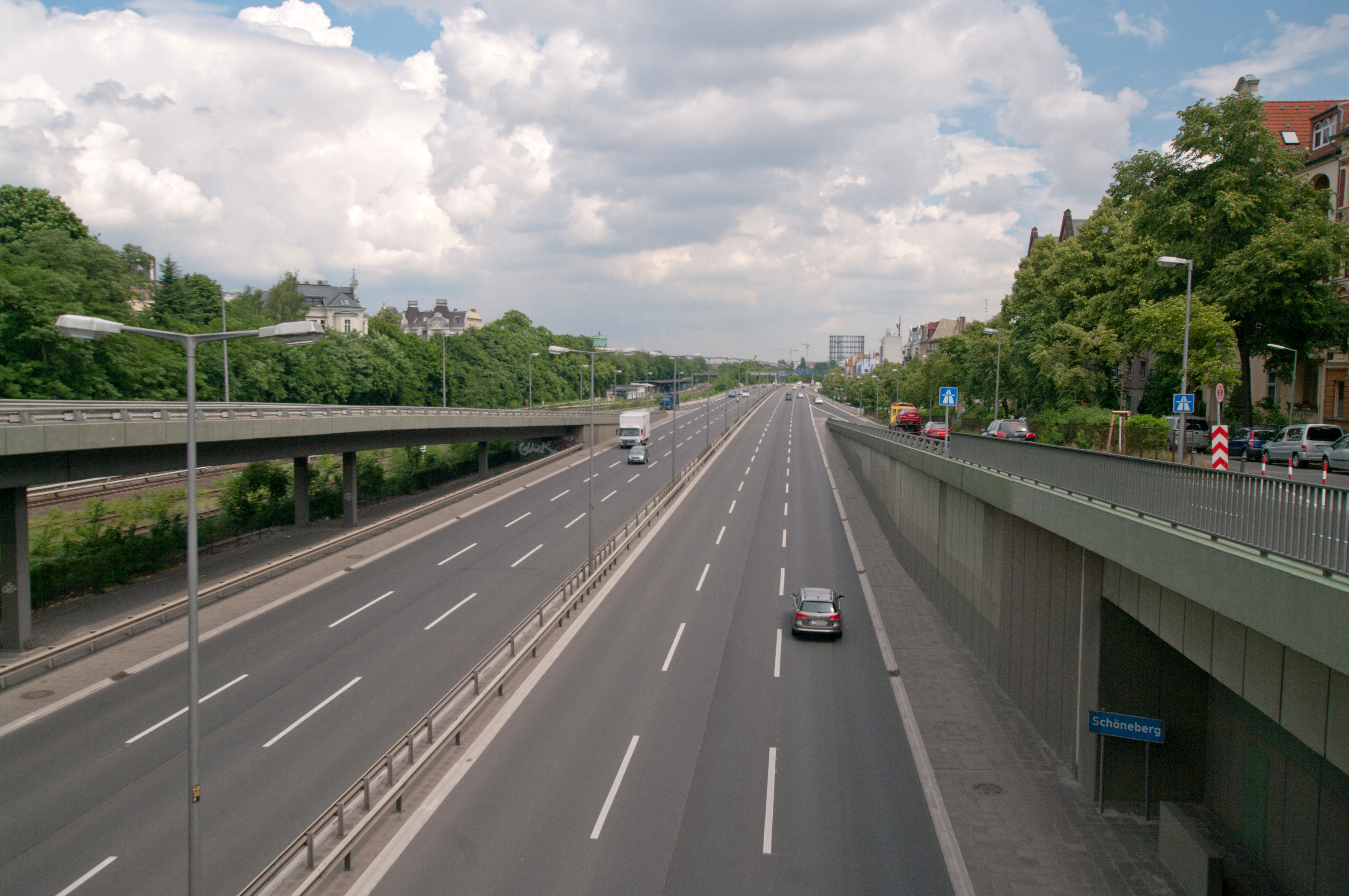
L'autostrada in corrispondenza dell'uscita di Saarstraße

La Bundesautobahn 103 (letteralmente "autostrada federale 103") è un'autostrada urbana di Berlino.

## Storia
L'autostrada venne progettata come parte della cosiddetta "Westtangente" (letteralmente: "tangenziale ovest"), che secondo i piani avrebbe attraversato la città da nord (Tegel) a sud (Steglitz) lambendo il centro storico sul lato occidentale.
Nel 1961 iniziarono i lavori per la costruzione della tratta più meridionale, da Schöneberg (nei pressi del raccordo anulare interno) a Steglitz; l'opera venne aperta al traffico il 20 settembre 1968.
La costruzione del resto dell'autostrada venne più volte ritardata e infine annullata agli inizi degli anni ottanta.

## Caratteristiche tecniche
L'autostrada venne progettata con i parametri tecnici abituali per le autostrade urbane, vale a dire con una velocità di progetto di 80 km/h, con curve di raggio minimo 500 m e pendenze non superiori al 3,5%.
Di fatto, viste le difficoltà di inserimento urbanistico in quartiere densamente costruito, fu necessario derogare in diversi punti da tali valori: in particolare nei pressi della stazione di Steglitz si ricorse a un viadotto con una rampa di pendenza del 3,88%, mentre per l'attraversamento della ferrovia del Wannsee presso la stazione di Feuerbachstraße fu necessario ricorrere a un tunnel con raggi di curvatura di 250 m. La costruzione di quest'ultima opera richiese anche diverse opere di consolidamento degli edifici limitrofi.
L'autostrada ha due carreggiate larghe 10,5 m, separate da uno spartitraffico largo 2 m; ogni carreggiata conta tre corsie larghe 3,5 m, mentre non è presente la corsia di emergenza.

## Percorso
| A 103 |           |                              |     |                |
| Tipo  | n° uscita | Indicazione                  | km  | Corrispondenze |
|       | 1         | Sachsendamm                  | 0,0 |                |
|       | 2         | Autobahnkreuz Schöneberg     | 0,5 |                |
|       | 2         | Grazer Damm                  | 0,5 |                |
|       | 3         | Saarstraße                   | 1,8 |                |
|       | 4         | Filandastraße                | 2,8 |                |
|       | 5         | Wolfsteindamm / Schloßstraße | 3,7 |                |